# Royal Academy of Music

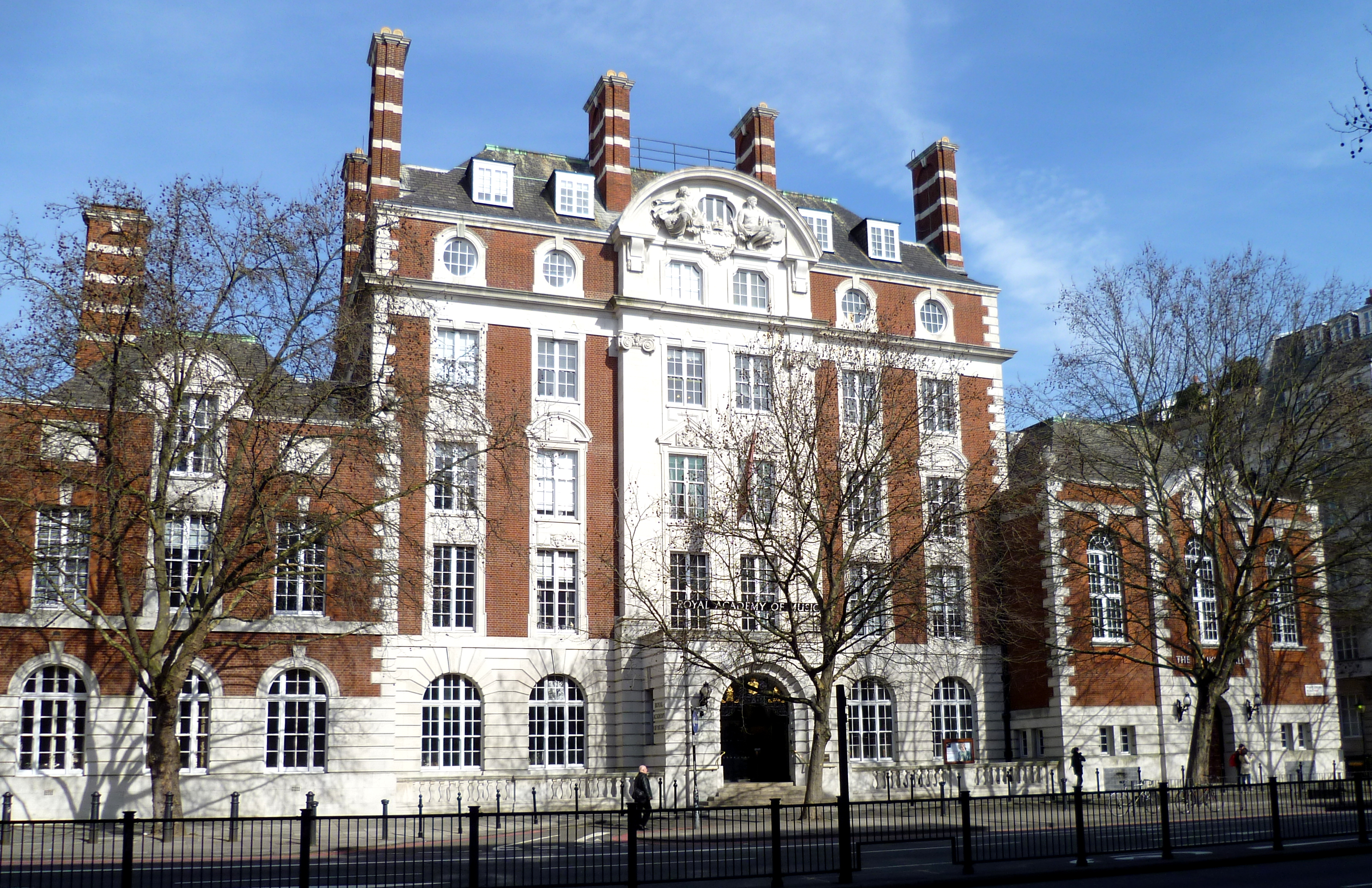
Royal Academy of Music

Royal Academy of Music je konzervatoř se sídlem v Londýně. Založil ji v roce 1822 lord Burghersh a pomáhal mu francouzský harfista Nicolas Bochsa. Její původní sídlo se nacházelo v ulici Tenterden, roku 1911 byla přestěhována do nové budovy na Marylebone Road. Studovali zde například Elton John, Simon Rattle a Katherine Jenkinsová.